# William Guarnere

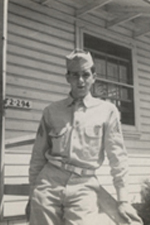
William Guarnere

William J. Guarnere (* 28. April 1923 in Philadelphia, Pennsylvania; † 8. März 2014 ebenda) war ein Staff Sergeant der US Army. Während des Zweiten Weltkriegs diente er in der Easy Company, 2. Bataillon, 506. US-Fallschirmjägerregiment der 101. US-Luftlandedivision. In der Serie Band of Brothers, die die Easy Company des 2. Bataillons des Regiments während des Zweiten Weltkrieges porträtiert, wurde er von Frank John Hughes dargestellt.

## Jugend
Guarnere wurde in Philadelphia, Pennsylvania, geboren. Nach seinem Schulabschluss 1942 an der South Philadelphia High School meldete er sich freiwillig zu den Fallschirmjägern.

## Zweiter Weltkrieg
Er begann am 31. August 1942 mit der Fallschirmjägerausbildung im Camp Toccoa, nachdem er der Easy Company zugeordnet wurde. Der Krieg begann für ihn mit der Invasion der Normandie am 6. Juni 1944. Er sprang mit seiner Kompanie im Hinterland der Landungszonen per Fallschirm ab. Später am gleichen Morgen war er im Rahmen des Brécourt Manor Assault an der Zerstörung einer Artilleriebatterie, die auf die US-Landungszone Utah Beach feuerte, beteiligt. Hierfür erhielt er später den Silver Star. Später kämpfte er während der Operation Market Garden in den Niederlanden, wo er am Bein verwundert wurde, sowie während der Belagerung von Bastonge und der Ardennenoffensive in Belgien. Er verlor bei einem Artillerieangriff auf die US-amerikanischen Stellungen ein Bein. 

## Nach dem Krieg
Nach Kriegsende kehrte er in die USA zurück, er nahm eine Vielzahl von Stellenangeboten an, bevor er seine Freundin Frances Peca heiratete. Guarnere starb am 8. März 2014, im Jefferson University Hospital, an einem Aneurysma. Er wurde 90 Jahre alt.

## Veröffentlichungen
- William Guarnere, Edward Heffron, Robyn Post: Brothers in Battle, Best of Friends: Two WWII Paratroopers from the Original Band of Brothers Tell Their Story. Hrsg.: Penguin Publishing Group. 2008, ISBN 978-0-425-22436-6.